# Claude Gauvard

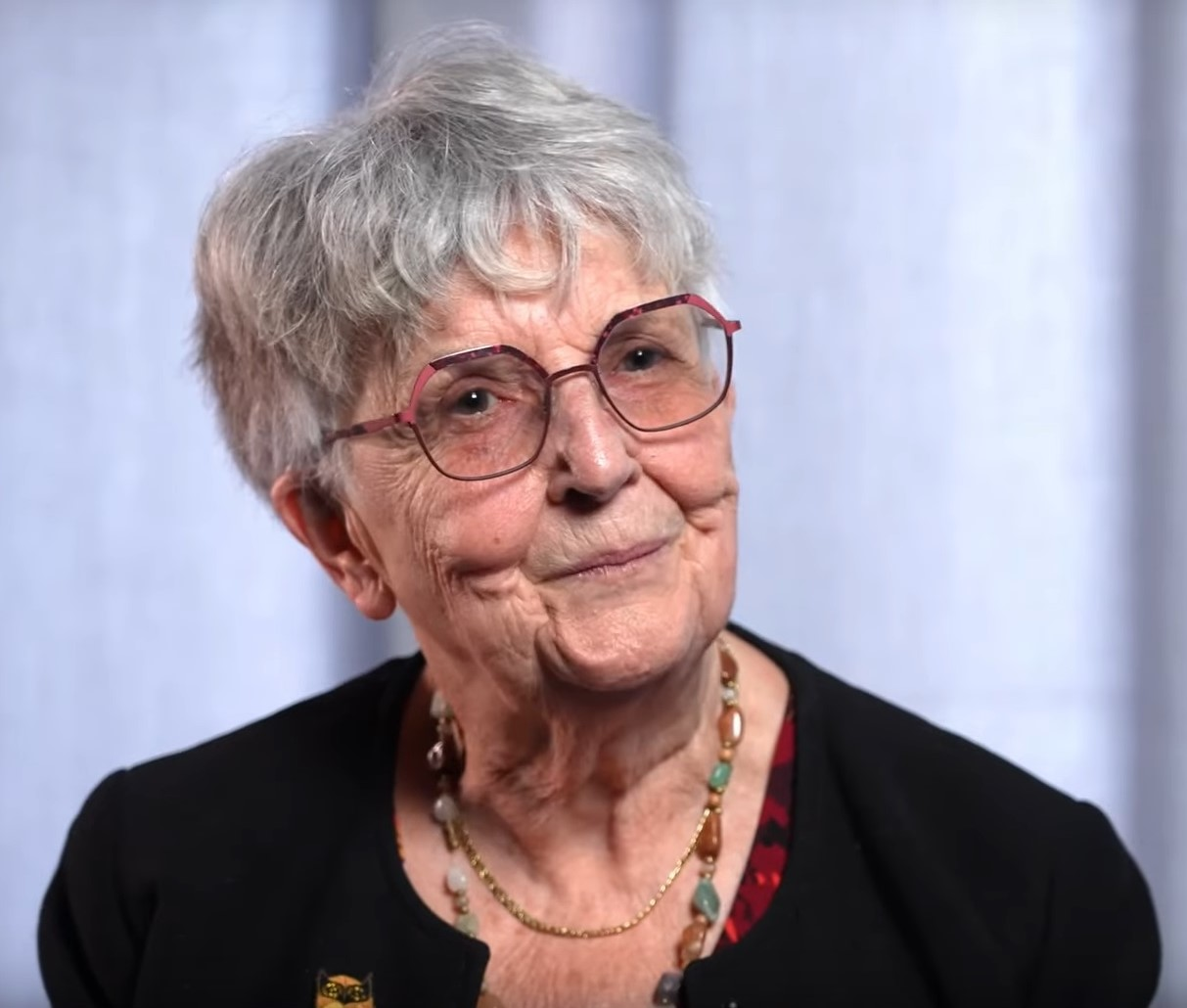
Claude Gauvard (2023)

Claude Gauvard (* 10. Dezember 1942 in Paris) ist eine französische Mediävistin, eine Schlüsselfigur im Verständnis der französischen Geschichte des Mittelalters.
Sie lehrte und forschte nahezu ihr gesamtes Berufsleben über an der Sorbonne. Nach ihrem Studienabschluss 1967 an der Sorbonne war sie zunächst als Assistentin tätig, als Professorin von 1990 bis 1992 in Reims, ab 1992 bis zu ihrer Emeritierung 2009 in Paris.
Beeinflusst von Jacques Le Goff und Claude Lévi-Strauss brach sie in ihrer Forschung mit der geschichtswissenschaftlichen Hauptströmung, die die politischen Ereignisse in der Mittelpunkt stellte, und verlagerte den Schwerpunkt hin zu den Ritualen und Emotionen der handelnden Personen. Das Archiv des Parlement de Paris, also des höchsten französischen Gerichtes des Mittelalters, nutzte sie als Quelle für zahlreiche ihrer Untersuchungen.